# 20234 Billgibson
20234 Billgibson (1998 AV9) là một tiểu hành tinh vành đai chính được phát hiện ngày 6 tháng 1 năm 1998 bởi M. W. Buie ở trạm Anderson Mesa thuộc Đài thiên văn Lowell.